# Bagridae

Los bágridos (Bagridae) son una familia de peces de agua dulce, perteneciente a la orden de los siluriformes. Algunos son valorados como alimento pescado, otros como peces de acuario.

## Morfología
Poseen una espina antes de la aleta dorsal, que tiene 6 o 7 radios blandos aunque más raramente en algunas especies pueden tener hasta 20. Aleta adiposa con alta variabilidad de tamaños entre especies. Espina pectoral serrada. Sin escamas en el cuerpo. Suelen tener cuatro pares de bigotes bien desarrollados junto a la boca. La longitud máxima de aproximadamente 2 m es alcanzada por Chrysichthys grandis del lago Tanganica.

## Sistemática
La familia Claroteidae (Berra, 2001) fue extraída fuera de Bagridae donde tradicionalmente se encuadraba para reflejar un grupo monofilético de bagres africanos. Se reconocen dos subfamilias, Claroteinae y Auchenoglanidinae, que en conjunto contienen más de 230 especies en unos 21 géneros.

## Distribución geográfica
Se encuentra por ríos de África, incluyendo la cuenca del río Nilo y los Grandes Lagos del este africano, y de Asia, incluyendo las islas del Japón y Borneo.